# حسن‌آقا تورابوف
حسن‌آقا تورابوف (ترکی آذربایجانی: Həsənağa Turabov; تاریخ درست نیست٫ سال باید ۴ رقم داشته باشد٫ (برای سال‌های پیش از هزار، صفر بیفزایید٫)٫ – ۲۳ فوریه ۲۰۰۳ (۶۴ ساله)) بازیگر اهل اتحاد جماهیر شوروی و جمهوری آذربایجان بود.
از فیلم‌ها یا برنامه‌های تلویزیونی که وی در آن نقش داشته‌است می‌توان به فیلم بابک اشاره کرد.